# Réseau ISSN
Le réseau ISSN (connu jusqu'en 1993 sous le nom d'International Serials Data System - ISDS) est un organisme international chargé de constituer et de tenir à jour un registre mondial des publications périodiques.
Il est créé en 1972 à l’initiative de l’Unesco ; il gère également l’attribution de numéros ISSN.

## Source
Renée Herbouze, « Un système international des données sur les publications en série : l'ISDS », BBF, 1984, n° 5, p. 432-434, en ligne , consulté le 23 juillet 2007